# 晓阳镇
晓阳镇，是中华人民共和国福建省宁德市福安市下辖的一个乡镇级行政单位。

## 行政区划
晓阳镇下辖以下地区：
晓阳村、谷口村、龙洋村、墙坪村、马洋村、南源村、首洋村、下南溪村、东源村和岭下村。